# Jean-Marie Nadeau
Pour les articles homonymes, voir Nadeau.
Jean-Marie Nadeau (1948- ) est un journaliste et syndicaliste acadien, né à Lac-Baker (Nouveau-Brunswick, Canada) le 15 août 1948. 
Il fut secrétaire provincial du Parti acadien, rédacteur en chef et directeur de la revue L'Acayen, éditorialiste et directeur de l'information à l'Acadie Nouvelle et secrétaire général de la Société nationale de l'Acadie. Il a œuvré au sein de la Fédération du travail du Nouveau Brunswick pendant dix ans et a milité auprès de la Société de l'Acadie du Nouveau Brunswick (SANB) pendant presque toute sa carrière. Nadeau fut d'ailleurs président de la SANB de 2008 à 2013.
Il est reconnu comme à l'origine de l'idée du Congrès mondial acadien et du Front Commun pour la justice sociale du Nouveau Brunswick.

## Biographie
- 1973-1978 - Directeur et rédacteur en chef de la revue L'Acayen
- 1974-1976 - Secrétaire provincial du Parti acadien
- 1984-1989 - Secrétaire général de la Société nationale de l'Acadie
- 1989-1990 - Éditorialiste et directeur de la rédaction du journal L'Acadie nouvelle
- 1993-1994 - Président de la Société des Acadiens et Acadiennes du Nouveau-Brunswick (SANB)
- 1995 - Candidat du NPD-NB lors des élections générales à Caraquet
- 1996-2006 - Assistant exécutif de la Fédération du travail du Nouveau Brunswick
- 2003 - Candidat du NPD-NB lors des élections générales à Moncton-Est
- 2008 - 2013 - Président de la SANB

## Honneurs
- 1993 - Lauréat Prix France-Acadie (création littéraire), pour Que le tintamarre commence![3]
- 1999 - Membre de l'Ordre des francophones d'Amérique
- 1999 - Récipiendaire du Prix A.-M.-Sormany, Société des Acadiennes et Acadiens du Nouveau-Brunswick
- 2004 - Membre de l'Ordre national du Mérite de France (2004)